# しれとこ型巡視船
しれとこ型巡視船（しれとこがたじゅんしせん、英語: Shiretoko-class patrol vessel）は、海上保安庁の巡視船の船級。分類上はPL型、船種は1,000トン型。

## 来歴
新海洋秩序の確立を目指して1973年に開幕した第三次国連海洋法会議を通じて、沿岸から200カイリ以内に所在する資源の管轄権を認める排他的経済水域の概念が提唱された。1974年の同会議第2会期において排他的経済水域概念は会議参加国間でほぼコンセンサス形成に成功し、海洋法条約第5部（第55条～第75条）に排他的経済水域制度に関する規定が設けられるにいたった。日本では元々、海洋資源活用の観点から、領海は3海里とするよう主張してきたが、この趨勢を受けて姿勢を転換し、1977年に領海法および漁業水域に関する暫定措置法を施行、領海が沿岸から12海里に拡張されるとともに、200海里の漁業水域が設定された。
これによって、海上保安庁の警備すべき面積は、領海だけでも4倍、漁業水域も含めると50倍に拡大した。また1978年4月には中国漁船による尖閣諸島領海侵犯事件、また竹島周辺海域でも韓国側により日本漁船に対して退去勧告がなされるなどの事件が重なり、対応体制の確立が急務とされた。このことから、450トン型PMの代替および大型巡視船団の早急な拡充を目的として整備されたのが本型である。

## 設計
本型は、基本的には先行するだいおう型（改2-900トン型）をもとに、凌波性や居住性の向上と装備の近代化を図ったものである。凌波性向上のため、船首部断面は朝顔型に変更され、船首部にはナックルラインが付されるとともに、船首傾斜も強くなった。船体は耐氷構造、吃水線付近の外板は板厚を増しているほか、船首側から全長の約30パーセントの位置まで中間肋骨を設け、船側縦通材で補強した。居住性向上のため、減揺タンクの設置や居住区の小部屋化も図られた。なお、厨房は船体の中央にあるが、科員用の第2公室は船尾にあるため、第2公室で食事を行う場合は、機関室か甲板を通って料理を運ぶ必要があった。
主機関としては、単機出力3,500馬力（回転数380rpm）の4サイクル低速ディーゼルエンジンである新潟鐵工所製8MA40X、ないし富士ディーゼル製8S40Bが2基搭載された。
建造・運用期間が長期間に渡っているため、兵装やレーダーなどの装備品には複数のバリエーションが生じている。例えば主兵装としては、当初はボフォース 60口径40mm単装機関砲が搭載されていたが、昭和53年度補正計画以降の船では新型のエリコン 90口径35mm単装機関砲に変更され、初期建造船の40mm機関砲は、後にJM61-M 20mm多砲身機関砲に換装された。なおコストや建造日程を圧縮するため、大型巡視船にもかかわらずOIC（Operation Information Center）室は設置されなかった。
搭載艇としては、新開発の7メートル型高速警備救難艇が採用され、ミランダ式ダビットに収容して煙突の右舷側に搭載した。また2000年の沖縄サミット以降、左舷側に、複合型高速艇2隻と揚降用クレーンも搭載されている。さらに、マリンレジャーが盛んな地域が管轄に含まれる場合は、後部マスト直後に水上バイクを搭載した船もあり、搭載艇隻数は各船により異なる。

## 同型船
本型は1978年から1982年にかけての4年間に28隻が建造され、てしお型巡視船やむらくも型巡視艇とほぼ同時期に各海上保安本部に配備された。警備実施等強化巡視船などに指定された船が多い。
「おじか」（PL105）は衝突事故により除籍された。「まつしま」（現・おしか、PL126）のブリッジから撮影された自船が東北地方太平洋沖地震で発生した大津波を乗り越える動画は世界中で報道された。
代替船のあそ型、ひだ型、はてるま型、くにがみ型が就役するに従い退役が進んでいたが、尖閣諸島周辺海域における中国船による領海侵入等の問題の深刻化を受け、これに対応するために従前よりも多くの巡視船が必要となり、くにがみ型の新造船が十分に揃うまでの間、本型が延命されて運用が続けられた。その後、追加建造されたくにがみ型の就役により尖閣領海警備専従体制が完成し、本型は2016年10月21日の「かとり」（PL125）の退役をもって全船の運用を終了した。
| 計画年度       | 番号  | 船名       | 竣工・転属     | 所属                                    | 退役・その後                       |
| -------------- | ----- | ---------- | -------------- | --------------------------------------- | ---------------------------------- |
| 昭和52年度補正 | PL101 | しれとこ   | 1978年11月8日  | 第一管区 小樽海上保安部                 | 2012年3月26日                      |
| 昭和52年度補正 | PL102 | えさん     | 1978年11月16日 | 第一管区 小樽海上保安部                 | 2008年12月19日                     |
| 昭和52年度補正 | PL103 | わかさ     | 1978年11月29日 | 第八管区 舞鶴海上保安部                 | （配属替えに伴い改名）             |
| 昭和52年度補正 | PL103 | くさかき   | 2015年1月23日  | 第十管区 鹿児島海上保安部               | 2015年10月21日                     |
| 昭和52年度補正 | PL104 | やひこ     | 1978年11月16日 | 第九管区 新潟海上保安部                 | （配属替えに伴い改名）             |
| 昭和52年度補正 | PL104 | しまんと   | 1999年9月      | 第五管区 高知海上保安部                 | （配属替えに伴い改名）             |
| 昭和52年度補正 | PL104 | きい       | 2004年10月1日  | 第五管区 和歌山海上保安部               | （配属替えに伴い改名）             |
| 昭和52年度補正 | PL104 | あつみ     | 2014年6月27日  | 第四管区 名古屋海上保安部               | 2015年10月21日                     |
| 昭和52年度補正 | PL105 | もとぶ     | 1978年11月29日 | 第十一管区 海上保安本部                 | （配属替えに伴い改名）             |
| 昭和52年度補正 | PL105 | おじか     | 2000年10月1日  | 第二管区 塩釜（現・宮城）海上保安部     | 2000年10月20日                     |
| 昭和53年度     | PL106 | りしり     | 1979年9月12日  | 第一管区 函館海上保安部 →釧路海上保安部 | 2006年3月18日                      |
| 昭和53年度     | PL107 | まつしま   | 1979年9月14日  | 第二管区 塩釜（現・宮城）海上保安部     | 2009年2月7日                       |
| 昭和53年度     | PL108 | いわき     | 1979年8月10日  | 第二管区 小名浜（現・福島）海上保安部   | 2006年3月12日                      |
| 昭和53年度     | PL109 | しきね     | 1979年9月20日  | 第三管区 下田海上保安部 →横浜海上保安部 | 2009年9月4日                       |
| 昭和53年度     | PL110 | するが     | 1979年9月28日  | 第三管区 下田海上保安部                 | 2010年2月5日                       |
| 昭和53年度補正 | PL111 | れぶん     | 1979年11月21日 | 第一管区 稚内海上保安部                 | 2008年12月12日                     |
| 昭和53年度補正 | PL112 | ちょうかい | 1979年11月30日 | 第二管区 秋田海上保安部                 | 2008年3月12日                      |
| 昭和53年度補正 | PL113 | あしずり   | 1979年10月31日 | 第五管区 高知海上保安部                 | （配属替えに伴い改名）             |
| 昭和53年度補正 | PL113 | のじま     | 1997年11月30日 | 第三管区 横浜海上保安部                 | 2006年3月18日                      |
| 昭和53年度補正 | PL114 | おき       | 1979年11月16日 | 第八管区 境海上保安部                   | （配属替えに伴い改名）             |
| 昭和53年度補正 | PL114 | とさ       | 1997年11月30日 | 第五管区 高知海上保安部                 | 2009年1月29日                      |
| 昭和53年度補正 | PL115 | のと       | 1979年11月30日 | 第九管区 伏木海上保安部 →新潟海上保安部 | （配属替えに伴い改名）             |
| 昭和53年度補正 | PL115 | ようてい   | 2015年1月23日  | 第一管区 小樽海上保安部                 | 2015年12月21日                     |
| 昭和53年度補正 | PL116 | よなくに   | 1979年10月31日 | 第十一管区 石垣海上保安部               | 2005年2月12日                      |
| 昭和53年度補正 | PL117 | だいせつ   | 1980年1月31日  | 第一管区 釧路海上保安部                 | （配属替えの後、1988年4月1日改名） |
| 昭和53年度補正 | PL117 | くだか     | 1987年3月11日  | 第十一管区 海上保安本部                 | （配属替えに伴い改名）             |
| 昭和53年度補正 | PL117 | くりこま   | 1994年8月1日   | 第二管区 釜石海上保安部                 | （配属替えに伴い改名）             |
| 昭和53年度補正 | PL117 | いわみ     | 2000年4月1日   | 第八管区 浜田海上保安部                 | （配属替えに伴い改名）             |
| 昭和53年度補正 | PL117 | れぶん     | 2008年12月12日 | 第一管区 稚内海上保安部                 | （配属替えに伴い改名）             |
| 昭和53年度補正 | PL117 | するが     | 2013年12月27日 | 第三管区 下田海上保安部                 | 2016年1月20日                      |
| 昭和53年度補正 | PL118 | しもきた   | 1980年3月12日  | 第二管区 八戸海上保安部                 | 2012年3月26日                      |
| 昭和53年度補正 | PL119 | すずか     | 1980年3月7日   | 第四管区 尾鷲海上保安部                 | 2010年2月5日                       |
| 昭和53年度補正 | PL120 | くにさき   | 1980年2月29日  | 第七管区 門司海上保安部                 | 2016年10月18日                     |
| 昭和53年度補正 | PL121 | げんかい   | 1980年1月31日  | 第七管区 福岡海上保安部                 | （配属替えに伴い改名）             |
| 昭和53年度補正 | PL121 | あまぎ     | 2005年2月12日  | 第三管区 横浜海上保安部                 | 2008年2月5日                       |
| 昭和53年度補正 | PL122 | ごとう     | 1980年2月29日  | 第七管区 長崎海上保安部                 | （配属替えに伴い改名）             |
| 昭和53年度補正 | PL122 | いわみ     | 2008年12月12日 | 第八管区 浜田海上保安部                 | （配属替えに伴い改名）             |
| 昭和53年度補正 | PL122 | いとしま   | 2013年8月23日  | 第七管区 福岡海上保安部                 | 2015年10月21日                     |
| 昭和53年度補正 | PL123 | こしき     | 1980年1月25日  | 第十管区 鹿児島海上保安部               | 2010年2月5日                       |
| 昭和53年度補正 | PL124 | はてるま   | 1980年3月12日  | 第十一管区 石垣海上保安部               | 2008年2月27日                      |
| 昭和54年度     | PL125 | かとり     | 1980年10月17日 | 第三管区 銚子海上保安部                 | 2016年10月21日                     |
| 昭和54年度     | PL126 | くにがみ   | 1980年10月21日 | 第十一管区 海上保安本部                 | （配属替えに伴い改名）             |
| 昭和54年度     | PL126 | まつしま   | 2009年2月7日   | 第二管区 宮城海上保安部                 | （新造船就役に伴う改名）           |
| 昭和54年度     | PL126 | おしか     | 2014年8月29日  | 第二管区 宮城海上保安部                 | 2016年1月20日                      |
| 昭和55年度     | PL127 | えとも     | 1982年3月17日  | 第一管区 室蘭海上保安部                 | 2016年9月26日                      |
| 昭和55年度     | PL128 | ましゅう   | 1982年3月12日  | 第一管区 釧路海上保安部                 | （配属替えに伴い改名）             |
| 昭和55年度     | PL128 | あまぎ     | 1997年3月      | 第三管区 横浜海上保安部                 | （配属替えに伴い改名）             |
| 昭和55年度     | PL128 | よなくに   | 2004年         | 第十一管区 石垣海上保安部               | （配属替えに伴い改名）             |
| 昭和55年度     | PL128 | えさん     | 2008年12月19日 | 第一管区 小樽海上保安部                 | 2016年9月26日                      |

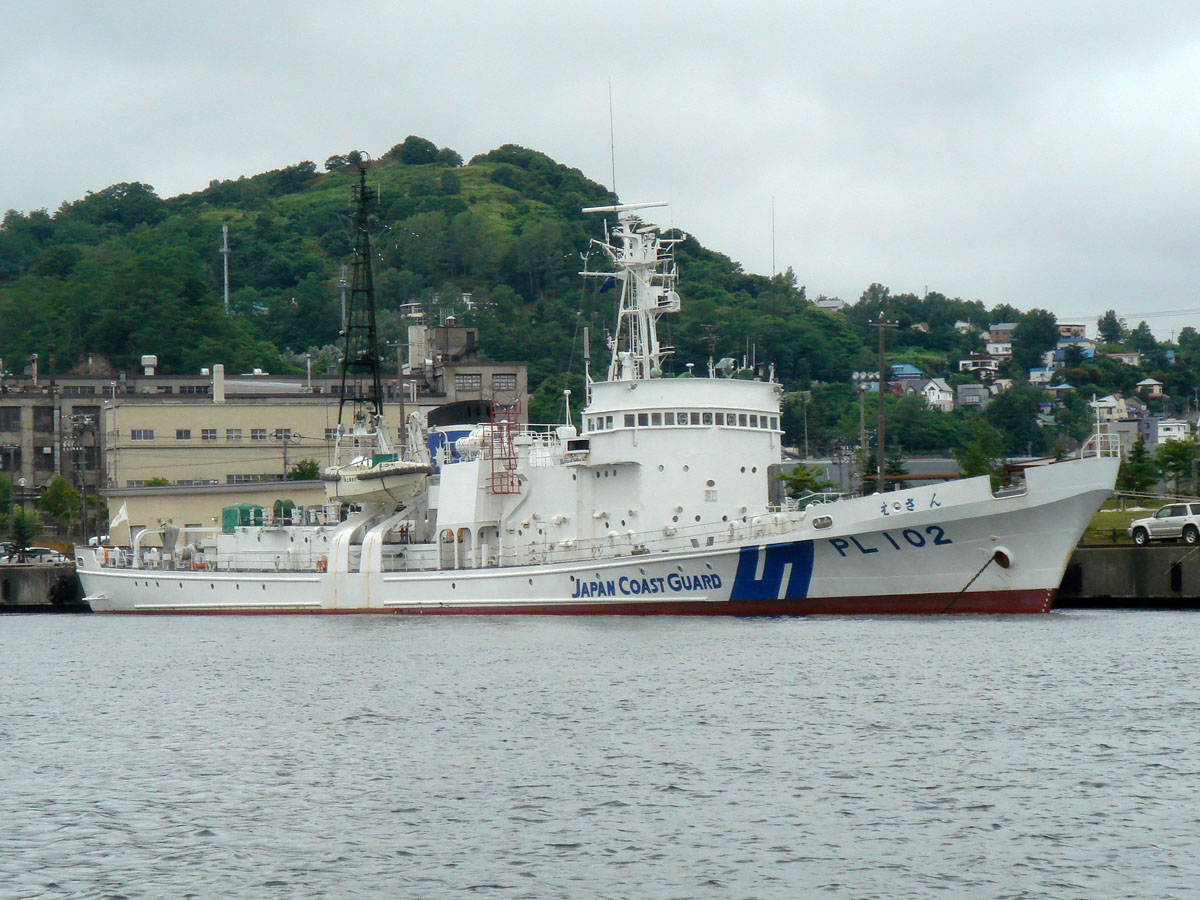
PL102「えさん」
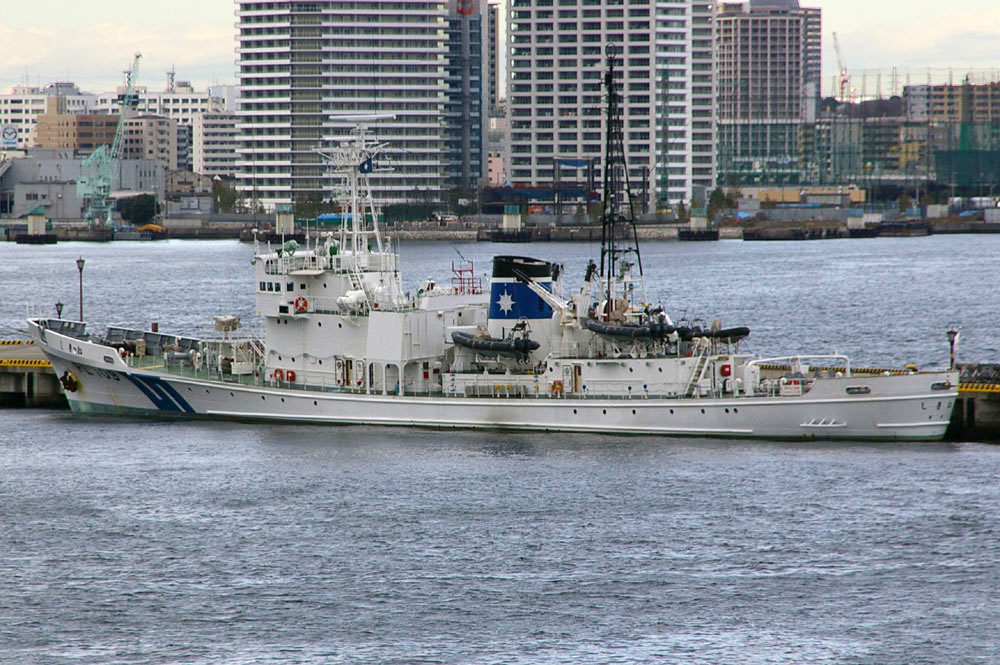
PL109「しきね」
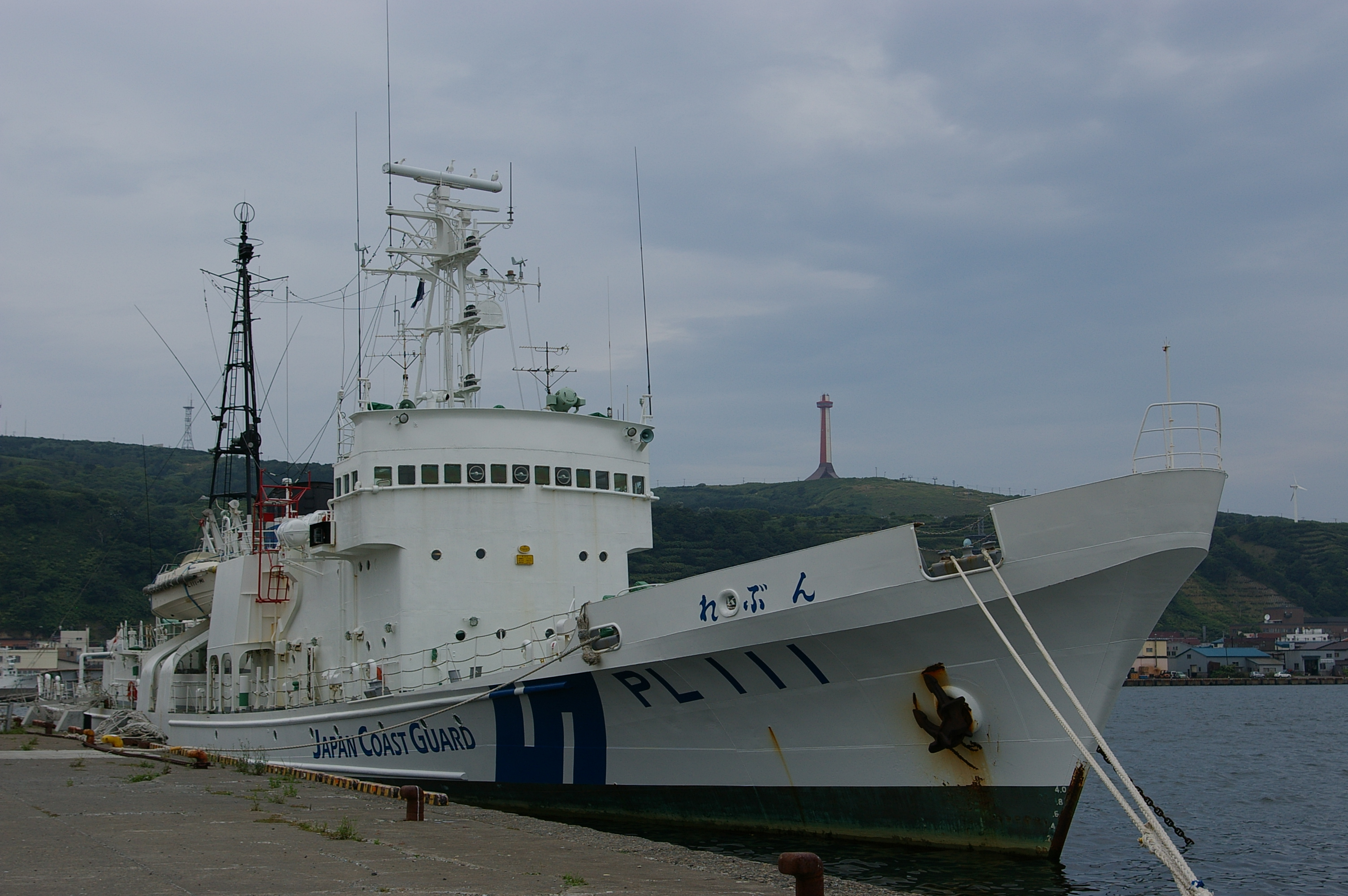
PL111「れぶん」
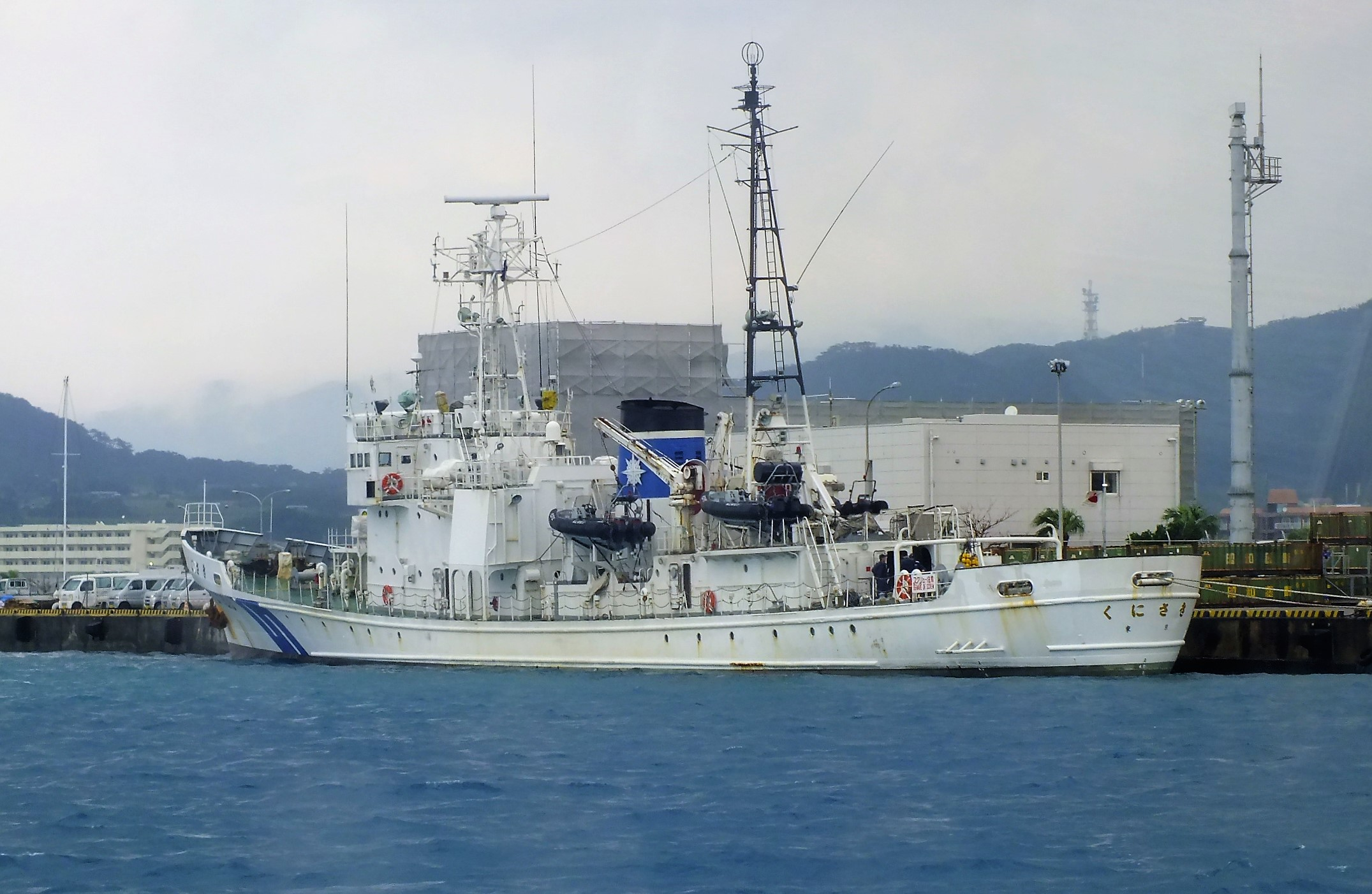
PL120「くにさき」
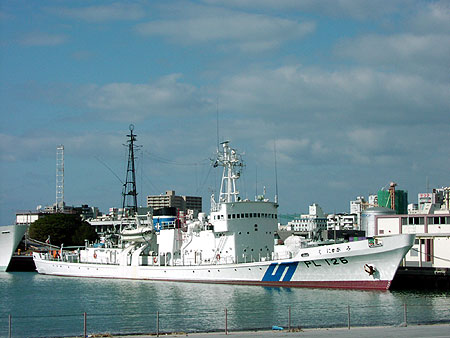
PL126「くにがみ」（元「まつしま」→「おしか」）

## 登場作品

### 映画・テレビドラマ
『海猿シリーズ』
『海猿 UMIZARU EVOLUTION』
主人公たちの乗艦として架空船「PL-100 ながれ」が登場。撮影には「のじま」が使用されている。
『LIMIT OF LOVE 海猿』
「こしき」が登場。鹿児島港沖でカーフェリーが座礁する海難事故が発生したことを受け、現場海域に急行し救助活動を行う。